# استویان ماتاوولی
استویان ماتاوولی (کرواتی: Stojan Matavulj؛ زادهٔ ۲۴ فوریهٔ ۱۹۶۱) بازیگر اهل صربستان است. وی از سال ۱۹۸۹ میلادی تاکنون مشغول فعالیت بوده‌است.